# Richard Lovell Edgeworth
Richard Lovell Edgeworth, född 31 maj 1744, död 13 juni 1817, var en irländsk politiker, författare och uppfinnare.